# Association sportive d'Aix-en-Provence
Maillots
L'Association sportive d'Aix-en-Provence est un club français de football situé à Aix-en-Provence, fondé en 1941 par Germain Reynier. Il joue ses matchs à domicile au stade Georges Carcassonne, à Aix-en-Provence.
Le club évolua une année en Division 1, lors de la saison 1967-1968.

## Historique
Club fondé en 1941, il est issu de la fusion du Football Club d'Aix et de l'Union sportive d'Aix. Il porte le nom d'« Association sportive d'Aix-en-Provence ».
De 1945 à 1953, le club se trouve en championnat régional en division d'honneur (DH), la quatrième division, et fait partie du groupe Sud-Est.

### Les années professionnelles (1953-1972)
En 1953, l'ASA accède au statut professionnel et est promu en Division 2. De 1953 à 1964, le club se classe systématiquement dans la dernière partie du classement et est régulièrement dernier. Durant la saison 1966-67, il termine quatrième du championnat de D2 et participe donc au match de barrage. Le club accède à la première division en terminant premier des rencontres de barrages (4 matches, 1 victoire, 3 nuls, 0 défaite, différence de buts de 7 contre 5) devant Toulouse, Nîmes et Bastia. 
En 1967-1968, Aix est dernier au classement de D1 avec 20 points pour 38 matchs joués (6 victoires, 8 nuls et 24 défaites, pour 48 buts marqués et 95 buts encaissés). L'équipe est alors reléguée en Division 2. Cette même saison, elle dispute les huitièmes de finale de la Coupe de France et est éliminée par Monaco 1 à 0.

### Retour aux divisions amateurs (depuis 1972)

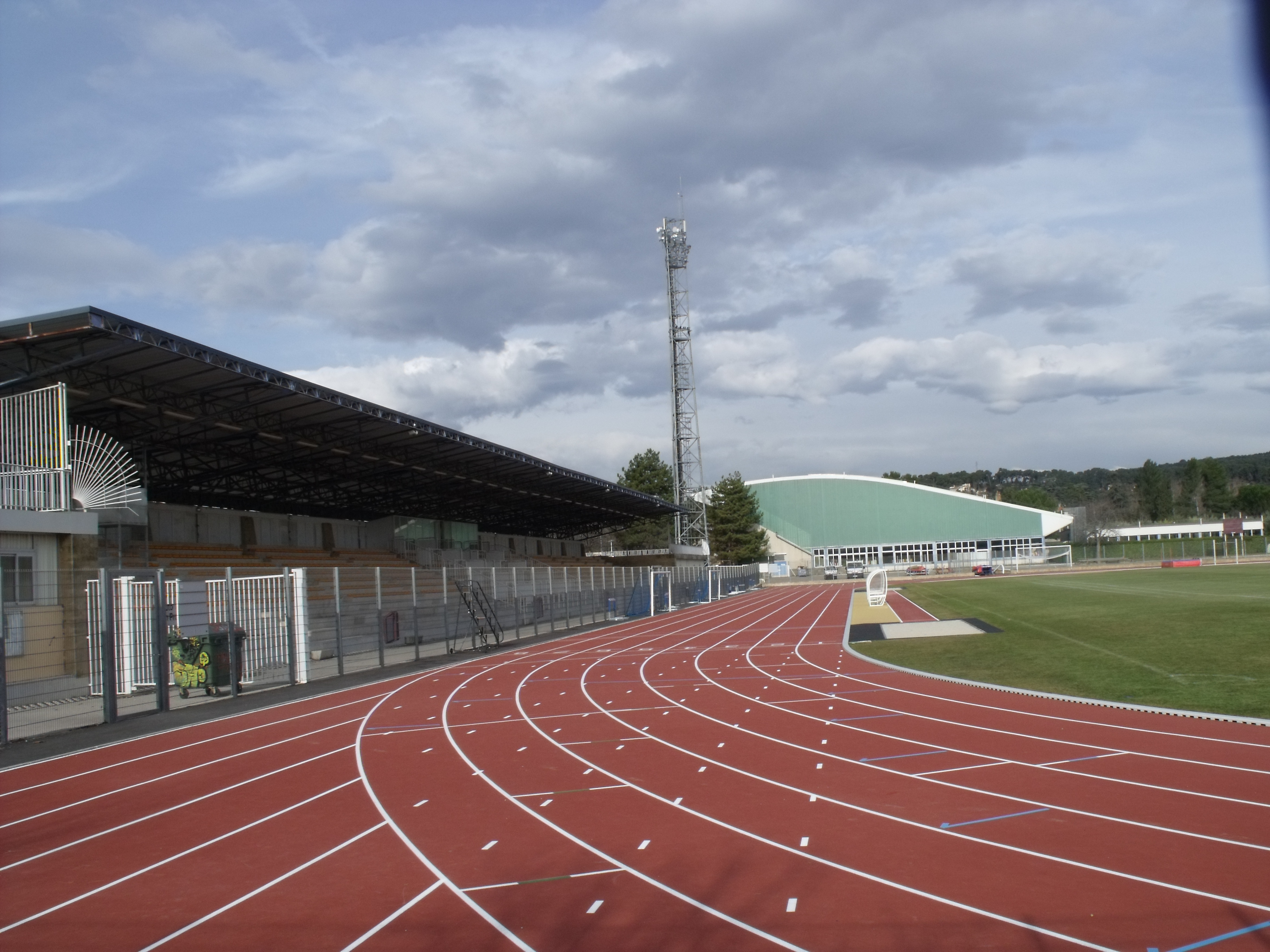
Le stade Georges Carcassonne, où évolue l'ASA.

À la fin de la saison 1971-72, quatre ans après son passage en Division 1, le club est relégué en D3 et abandonne son statut professionnel. De 1972 à 1991, l'ASA connaît alternativement la D3 et la D4.
Reléguée en PHA à la suite de problèmes financiers et d'une liquidation financière À la fin de la saison 1991-1992, l'ASA passe treize saisons en Promotion d'honneur. Auteur de deux montées successives en 2003-2004 (champion de promotion d'honneur [PHA]) et 2004-2005 (champion de division d'honneur régionale [DHR]), le club a évolué jusqu'en 2012 en division d'honneur. 
Au printemps 2009, l'entraîneur et ancien joueur de l'Olympique de Marseille, Daniel Xuereb, est débarqué du club pour cause de mauvais résultats. Les ambitions de montée en CFA2 poussent les dirigeants à recruter un entraîneur expérimenté, en la personne d'André Bodji, avec Ousmane Diallo comme entraîneur adjoint. Cette première saison avec Bodji à sa tête voit l'AS Aixoise réaliser sa meilleure performance en DH, avec une 5e place et 67 points récoltés. Mais le club ne renouvellera jamais cette performance et en 2012, l'AS Aixoise termine premier relégable et joue donc la saison 2012/2013 en division d'Honneur Régionale. Après un début de saison catastrophique, Lekbir Halloum, entraineur de la remontée quelques années auparavant, est rappelé pour maintenir le club en DHR. En parallèle, l'AS Aixoise connaît une restructuration en profondeur afin d'établir des bases solides et saines, préalable nécessaire à des ambitions légitimes pour le club d'une ville comme Aix-en-Provence.

#### Pays d'Aix Football Club (2014-2020)
Afin de mieux représenter le football du Pays d'Aix et dans le but de marquer la rupture avec un passé récent compliqué, dans sa démarche de renouveau, l'Association Sportive Aixoise devient avant la saison 2014-2015 le Pays d'Aix Football Club.
Le 12 juillet 2014, le club est sanctionné pour falsification de licence et rétrogradé de division d'honneur régionale en promotion d'honneur B par la Ligue. Malgré une saison 2015 / 2016 difficile, le club est maintenu en Promotion d'Honneur B, mais descendra en Départemental 3 à l'issue de la saison 2018/2019.
À partir de la saison 2019/2020, l'équipe sénior termine facilement première de son groupe en Départementale 3. L'année suivante, alors que bien engagée en début de saison en Départemental 2 la crise sanitaire COVID impose une saison blanche.

#### Le retour de l'ASA (2021)
A l'issue de la saison 2020/2021, le PAFC a retrouvé son appellation d'origine, soit l'ASA. En effet, la création de la Métropole Aix Marseille a mis fin à la Communauté du Pays d'Aix et il n'était pas concevable pour les dirigeants du club aixois de conserver une appellation se rapportant à une entité géographique n'existant plus.
Le renouveau de l'AS Aix-en-Provence est marqué par 3 promotions en 5 ans, propulsant à l'été 2025 le club en Régional 3 (8ème division) pour la première fois depuis 9 ans.

## Palmarès
| Compétitions nationales et jeunes                            | Compétitions régionales |
| - Coupe de France - Meilleur parcours : 8e de finale en 1967 | - Division d'Honneur (2) - Champion en 1944 et 1945 - Coupe de Provence (6) - Vainqueur en 1947, 1953, 1975, 1977, 1988 et 1994 |

## Personnalités

### Entraîneurs
| Nom              | Période         |
| ---------------- | --------------- |
| Yvan Beck        | -               |
| Jules Dewaquez   | -               |
| Roger Rolhion    | -               |
| Pierre Danzelle  | -               |
| Robert Ruocco    | -               |
| Jean Prouff      | 1953-1954       |
| Henri Roessler   | 1954-1957       |
| Michel Jacques   | 1957-1958       |
| René Vernier     | 1958-1959       |
| Spasoje Nikolić  | 1959-1960       |
| Gunnar Johansson | 1960-1961       |
| Bela Herczeg     | 1961-1968       |
| René Vernier     | 1968-févr. 1970 |

| Nom                 | Période   |
| ------------------- | --------- |
| Jean Laune          | 19700     |
| André Mori          | 1970-1971 |
| Bela Herczeg        | 1971-1972 |
| André Moullet       | 1971-1972 |
| Bronislaw Sboralski | 1972-1973 |
| Paul Lévin          | 1972-1973 |
| Louis Costantino    | 1973-1974 |
| Roland Mitoraj      | 1974-1976 |
| René Vernier        | 1976-1979 |
| Louis Costantino    | 1979-1980 |
| Léon Galli          | 1980-1981 |
| André Moullet       | 1981-1982 |
| Bela Herczeg        | 19820     |

| Nom                  | Période   |
| -------------------- | --------- |
| Jules Zvunka         | 1982-1984 |
| Louis Costantino     | 1984-1985 |
| Yannick Bonnec       | 1985-1987 |
| Jean-Louis Marsiglia | 1989-1990 |
| Georges Korac        | 1990-1992 |
| Pascal Ravel         | 1998-1999 |
| Robert Vecchioni     | 1999-2001 |
| Lekbir Halloum       | 2004-2007 |
| Cyril Granon         | 2007-2008 |
| Daniel Xuereb        | 2008-2009 |
| André Bodji          | 2009-2011 |

| Nom | Période |
| --- | ------- |

- Source :Entraîneur de l'AS Aixoise, rsssf.com.

### Joueurs
| Nom                 | Période             |
| ------------------- | ------------------- |
| Lucien Cossou       | 1953-1956 1966-1968 |
| Robert Péri         | 1959-1963           |
| Gunnar Johansson    | 1958-1961           |
| Georges Carnus      | 1958-1962           |
| Aimé Mignot         | 1953-1955           |
| Jean Baratte        | 1953-1954           |
| Henri Michel        | 1964-1966           |
| Armand Libérati     | 1953-1954           |
| Jean-Louis Leonetti | 1967-1968           |
| Gunnar Andersson    | 1961-1962           |
| Jean Prouff         | 1953-1954           |
| Joseph Ujlaki       | 1965-1966           |
| Erik Kuld Jensen    | 1958-1959           |
| Michel Jacques      | 1957-1958           |

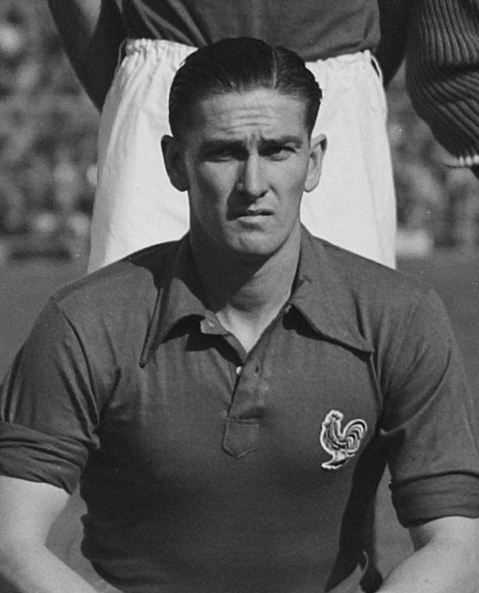
Jean Prouff.

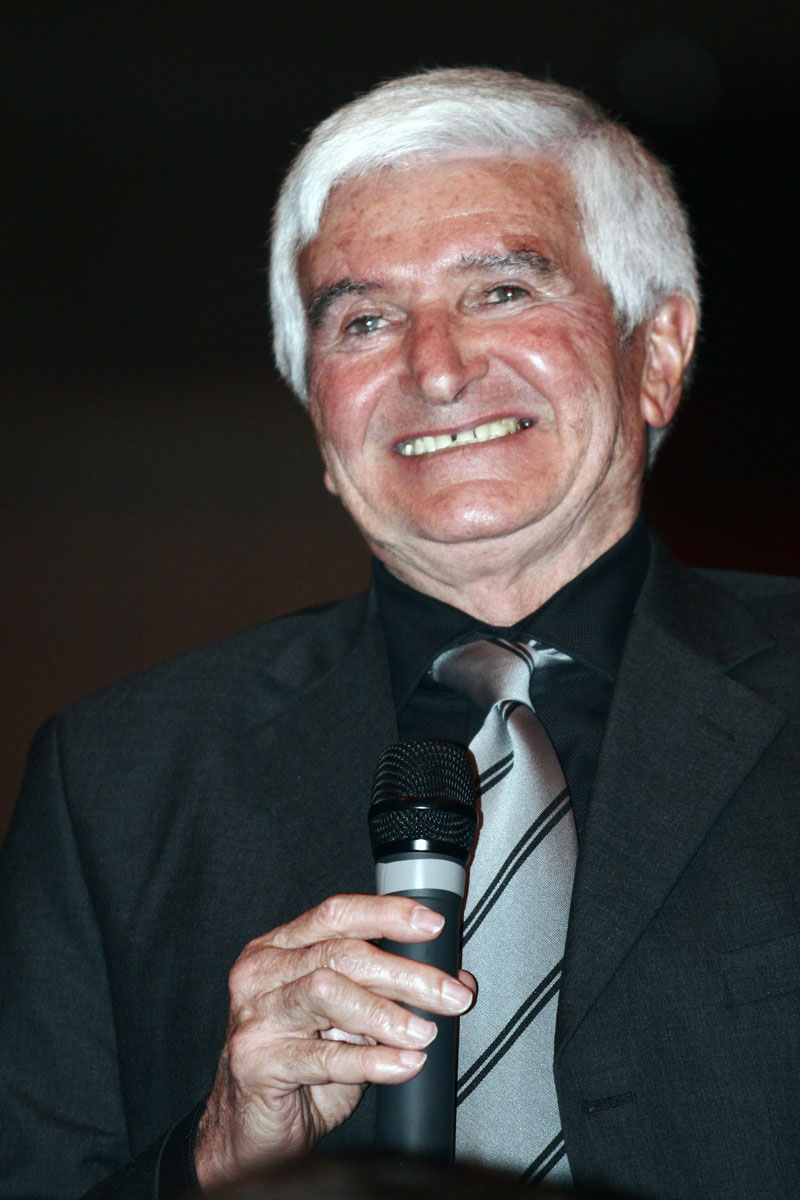
Georges Carnus.

* Ces statistiques concernent la période où l'équipe évoluait soit en D2 (L2), soit en D1 (L1).
- Frédéric Kassoyan (1982 à 1986)
- Jean Luciano
- Francis Méano
- Franck N'Dioro (1991 à 1994)
- Cyril Rool (made in Aix)

## Logo

Jusqu'en 2010.
De 2010 à 2014.
De 2014 à 2020.
Depuis 2020.

## Stade
L'AS Aix-en-Provence joue ses matchs au stade Georges Carcassonne, stade municipal situé à Aix-en-Provence. Doté d'un gazon naturel, pouvant recevoir jusqu'à 3 700 spectateurs. Il a été inauguré en 1953.